# مجاهد العامري
الموفق بالله أبو الجيوش مجاهد العامري حاكم طائفة دانية والجزائر الشرقية في عهد ملوك الطوائف.

## أصوله
اختلفت الروايات حول أصول مجاهد فقيل أنه من فحول الموالي أو الفتيان العامريين، وأنه نشأ وتربى في عهد المنصور بن أبي عامر. وقيل في رواية أخرى أن مجاهداً كان مولى لعبد الرحمن الناصر، وقيل أنه كان صقلبيًا. بل واختلفت في اسمه فالبعض ذكر أنه مجاهد بن يوسف بن علي، والبعض جعل اسمه مجاهد بن عبد الله.

## سيرته

### تملكه دانية والجزائر الشرقية
ذكر ابن خلدون إن مجاهداً غادر قرطبة عند مقتل الخليفة محمد المهدي بالله في أواخر عام 400 هـ، وإنه سار عندئذ إلى طرطوشة فتملكها، ثم سار منها إلى دانية. بينما ذكر ابن عذاري أنه كان واليًا على الجزائر الشرقية منذ أيام الحاجب المنصور، ولما قامت الفتنة سار إلى دانية، وتملكها. بينما يُرجح المؤرخ محمد عبد الله عنان أن مجاهدًا نزل أولاً دانية، ثم استولى على الجزائر الشرقية في أواخر عام 405 هـ.
استعان مجاهد بالفقيه أبو عبد الله بن عبيد الله بن الوليد المعيطي الذي ينتهي نسبه إلى بني أمية، فجده الأعلى عقبة بن أبي معيط، ونصبه خليفة على دانية والجزائر الشرقية وأعمالهما، وأخذ له البيعة، وسماه أمير المؤمنين المستنصر بالله، ونقش اسمه على السكة في جمادى الآخرة 405 هـ.

### غزو سردينيا
في ربيع الأول 406 هـ، غزا مجاهد جزيرة سردينيا بأسطول من 120 سفينة، مصحوبًا بألف فارس، ووقعت بينهم وبين أهل الجزيرة معارك دموية قتل فيها عدد كبير، واستولوا على معظم أراضي الجزيرة ظل مجاهد في سردينيا حتى نهاية عام 406 هـ. خلال ذلك، أغارت سفنه على الشاطئ الإيطالي بين جنوة وبيزة، مما هدد مصالح تلك المدينتين التجارية. فأعلن البابا بنديكتوس الثامن حربًا صليبية لطرد المسلمين من سردينيا. وأمام مقاومة أهل الجزيرة وسفن بيزة وجنوة المهاجمة، هُزم مجاهد هزيمة فادحة. في محرم 407 هـ، غرقت وأُسرت معظم سفنه، وغنم المهاجمون الكثير وأسروا حريم مجاهد وابنه علي. استطاع فداء زوجته وبناته وإخوته، ورفضت أمه المسيحية العودة إليه، بينما ظل ابنه علي 10 سنوات أسيرًا لدى أهل سردينيا قبل أن يقبلوا فيه الفداء. وفي غياب علي، اختار مجاهد ابنه حسن سعد الدولة لولاية عهده، فلما عاد علي جعله مجاهد وليًا لعهده.
عاد مجاهد العامري من سردينيا، ليجد الأمور في دانية قد اضطربت، حيث انفرد أبو عبد الله المعيطي بالسلطة، فبدأ مجاهد أعماله بالقبض على المعيطي، وطرده إلى المغرب.

### العلاقة مع ملوك الطوائف
لم تكن العلاقات بينه وبين خيران العامري صاحب ألمرية على ما يرام، فقد كانت المعارك تتجدد بينهما من وقت لآخر. وفي عام 408 هـ، قرر الفتيان العامريون رفض خلافة علي بن حمود في قرطبة، ودعوا لخلافة عبد الرحمن المرتضي بالله، واتحدت قواتهم لتمكينه من عرش الخلافة. وفي عام 409 هـ، شارك مجاهد مع المرتضي بالله في معركته مع جيش صنهاجة بقيادة زاوي بن زيري قرب غرناطة، والتي هُزم فيها جيش الأندلسيين، وقُتل المرتضي بالله.
كانت بلنسية تحت حكم الفتيين مظفر ومبارك الصقلبيان اللذان ماتا على الترتيب قبل ذي الحجة 408 هـ، وخلفهما لبيب الصقلبي صاحب طرطوشة، ثم شاركه مجاهد حكمها. ثم ثار أهل بلنسية على لبيب لخضوعه لنفوذ برانجيه ريموند الأول كونت برشلونة، ففر لبيب إلى طرطوشة، وانفرد مجاهد بحكم بلنسية. وفي 411 هـ، اجتمع الفتيان العامريون، وبايعوا عبد العزيز بن عبد الرحمن المنصور حفيد الحاجب المنصور، وجعلوه أمير على بلنسية، فتنازل له مجاهد عنها.
بعد أن توفي خيران عام 419 هـ، وانتقل نائبه زهير العامري من ولايته مرسية إلى ألمرية ليخلف خيران، هاجم مجاهد مرسية، وأسر حاكمها أبي بكر بن طاهر الذي افتدى نفسه من مجاهد بعد ذلك بمبلغ كبير من المال. وبعد وفاة زهير العامري عام 429 هـ، ضم عبد العزيز المنصور طائفة ألمرية إلى حكمه، فشعر مجاهد بالخطر من تضخم ملك عبد العزيز، فهاجم أراضي بلنسية، واعترفت له مدن شاطبة ولورقة وشوذر بالولاء، فغادر عبد العزيز ألمرية، ووقعت الحرب بين الرجلين عام 433 هـ، وانتصر عبد العزيز بعد أن استعان ببعض المرتزقة القشتاليين، فعاد مجاهد إلى دانية خالي الوفاض. توفي مجاهد العامري عام 436 هـ.

## شخصيته وأعماله
اعتنى مجاهد العامري بعلوم القرآن واللغة، ولم يحظ عنده الشعر والشعراء. فقصده علماء عصره كأبي عمرو بن سعيد الداني وابن عبد البر وابن سيده وأبي العباس بن رشيق الذي ولاه مجاهد ميورقة. كما ذكر الحميدي أن مجاهدًا ألف كتابًا في علم العروض، مما يدل على تمكنه منه.
وقد اتخذ مجاهد سياسة التسامح مع المسيحيين في دولته. كما عني بتجديد دار صناعة السفن في دانية، وضاعف طاقتها، واستكثر من السفن والمعدات الحربية، مما مكنه من التوسع في فتوحاته البحرية.

## وصلات خارجية
- (بالإنجليزية) Mujahid of Denia & Balearic

| سبقه لا أحد                | أمير طائفة دانية والجزائر الشرقية 400 هـ-436 هـ | تبعه علي إقبال الدولة                 |
| سبقه مظفر ومبارك الصقلبيان | أمير طائفة بلنسية 408 هـ-411 هـ                 | تبعه عبد العزيز بن عبد الرحمن المنصور |